# Ludwig Bertele

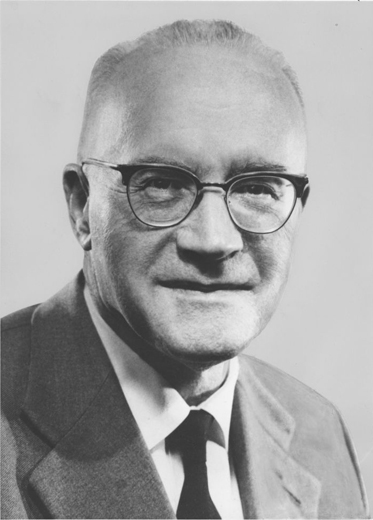
Ludwig Bertele

Ludwig Bertele (* 25. Dezember 1900 in München; † 16. November 1985 in Wildhaus SG) war ein deutscher Optikkonstrukteur. Ab 1916 wurde er bei Rodenstock in der Berechnung optischer Systeme ausgebildet. Ab 1919 arbeitete er für die Dresdner Ernemann-Werke, die 1926 in Zeiss Ikon aufgingen. Von 1946 bis 1956 erfand und berechnete er für die Schweizer Firma Wild Heerbrugg innovative Luftbildobjektive. Für seine Leistungen verlieh ihm die ETH Zürich 1958 die Ehrendoktorwürde. Von 1956 bis 1973 blieb er freier Mitarbeiter der Wild Heerbrugg AG.
Bedeutende von ihm federführend entwickelte fotografische Objektive sind unter anderem:
- Ernostar (1923)[2]
- Sonnar (ca. 1930)
- Biogon (1935)
- Luftbildobjektiv Aviotar (1948)
- Superweitwinkel-Biogon mit 90° Bildwinkel (1951)
- Luftbildobjektiv Aviogon mit 90° Bildwinkel (1952)
- Luftbildobjektiv Super-Aviogon mit 120° Bildwinkel

Berteles Entwicklungen waren seinerzeit für die optische Industrie bahnbrechend. Das Biogon wurde u. a. in Hasselblad-Kameras der NASA eingesetzt, um die Gemini-Flüge (1965/66) und später die Apollo-Missionen (1968 bis 1972) zu dokumentieren.
Im Jahre 1980 wurde Bertele der Kulturpreis der Deutschen Gesellschaft für Photographie verleihen. 1958 verlieh die ETH Zürich Ludwig J. Bertele die Ehrendoktorwürde.